# 井龍一
井龍 一（いのりゅう はじめ、1982年 - ）は、日本の漫画原作者。男性。埼玉県出身。2010年、『蹴児 ケリンジ』でデビュー。

## 作品リスト
- 『蹴児 ケリンジ』[2]講談社〈講談社コミックス月刊マガジン〉全4巻（作画：千田純生、『月刊少年マガジン』2010年9月号[3] - 2011年11月号）
- 『サマー・ソルト・ターン』[2]講談社〈講談社コミックス月刊マガジン〉全5巻（作画：保志レンジ、『月刊少年マガジン』2014年11月号 - 2016年5月号[4]）
- 『親愛なる僕へ殺意をこめて』講談社〈ヤンマガKCスペシャル〉全11巻（作画：伊藤翔太、『週刊ヤングマガジン』2018年23号[5] - 2019年36・37合併号→『コミックDAYS』2019年8月5日 - 2020年9月7日）
- 『爆笑頭』講談社〈KCデラックス〉全3巻（作画：小林ユマ、『マガジンポケット』2019年7月 - 2020年7月） - 第2巻[6]と第3巻[7]は電子書籍限定で刊行。
- 『降り積もれ孤独な死よ』講談社〈イブニングKC〉既刊9巻（作画：伊藤翔太、『マガジンポケット』2021年8月28日 - 連載中）
- 『サイコの世界』講談社〈ヤンマガKCスペシャル〉全4巻（作画：大羽隆廣、『マガジンポケット』2021年9月25日 - 2022年6月6日[8]）
- 『罪と罰のスピカ』講談社〈KCデラックス〉既刊3巻（作画：瀬尾知汐、『月マガ基地』2024年8月16日[9] - 連載中）